# Feidlimid mac Crimthainn
Feidlimid mac Crimthainn fue Rey de Munster entre 820 y 846.
Está considerado miembro de los Céli Dé, abad de Cork y Clonfert, y posiblemente obispo. Después de su muerte, fue considerado santo por martirologio.

## Comienzos del reinado
Feidlimid pertenecía a los Cenél Fíngin, familia de los Eóganacht Chaisil, rama de los Eóganachta, y se indica que accedió a la soberanía de Munster en 820. En 823, junto con el Obispo Artrí mac Conchobar de Armagh, estableció la "Ley de San Patricio" en Munster, y saqueó el monasterio de Gailline de los britanos, en Offaly. El Dealbhna Breatha fue incendiado por Fedelmid en 825. En 827, tuvo lugar la primera de una serie de encuentros reales entre Fedelmid y Conchobar mac Donnchada, rey supremo de Irlanda de los Uí Néill.
En 830, Fedelmid incendió nuevamente monasterios, probablemente la Abadía de Fore en Condado Westmeath, mientras en Galway,  destruía a los Uí Briúin, y en el mismo año, se registra que los hombres de Munster mataron a Folloman, hijo de Donnchad, hermano de Conchobhar, el Rey Supremo. En 831 y 832,  está registrado que lideró un ejército de Leinster y Munster al este de Meath, llegando a saquear Slane, mientras que atacaba nuevamente Dealbhna Beatha al sur de Offaly tres veces e incendiaba Clonmacnoise. En 833, ataca nuevamente Clonmacnoise y el monasterio de los Clann Cholmáin en Durrow. En 835, los ejércitos de Munster matan a Fergus, hijo de Bodbchad, Rey de Carraic-Brachaidhe, en el extremo noroeste del país, Inishowen.

## Ascenso y caída
En 836, Fedelmid capturó el oratorio de Kildare, contra Forindam, abad de Armagh, y encarceló a la congregación de Patricio. En 837, Fedelmid tomaba el abadiato de Cork y saqueaba Cenél Cairpri Cruim. En 838, hubo un gran encuentro real en Cluain-Conaire-Tommain (norte de Kildare) entre Fedelmid y Niall Caille mac Áeda, Rey de los Uí Néill del Norte, en el que, según los Anales de Inisfallen, presumiblemente actuando a favor de Munster, afirman que Fedelmid se convirtió en rey de Irlanda y ocupó la silla del abad de Clonfert.
El año 840 fue posiblemente el año culminante para Fedelmid, cuando asoló Mide y Brega y descansó en Tara.:
Sin embargo, el éxito duró poco y en 841 fue derrotado en batalla por Niall Caille en Magh-Ochtar en Kildare.

## Muerte
Fedelmid no parece haberse recuperado de la derrota y murió en 847. A pesar de que la causa de su muerte no se informa en los Anales de Ulster, la mayoría de las otras fuentes, sitúan la causa de su muerte en San Kieran, patrón y fundador de Clonmacnoise, en venganza de los ataques de Feidlimid.